# Пам'ятки історії Семенівського району
У Семенівському районі Полтавської області нараховується 57 пам'яток історії.
| #   | назва | адреса                                                          | роки події                 | роки встановлення | автор                             | матеріали                          | розміри                                                                   | рішення                                                                         |
| --- | --- | --------------------------------------------------------------- | -------------------------- | ----------------- | --------------------------------- | ---------------------------------- | ------------------------------------------------------------------------- | ------------------------------------------------------------------------------- |
| 1.  | Братська могила радянських воїнів, партизанів, жертв фашизму, пам'ятний знак полеглим воїнам-землякам                                                  | смт Семенівка, центр, меморіальний комплекс                     | 1943, 1941–1943, 1941–1945 | 1957              | Харківський скульптурний комбінат | залізобетон, цегла оштук.          | вис. ск. — 2,5 м, пост. — 3,2 м                                           | -                                                                               |
| 2.  | Братська могила радянських воїнів | смт Семенівка, біля цукрозаводу                                 | 1943                       | 1957              | ск. О. Савельєв                   | залізобетон, цегла оштук.          | вис. ск. — 2,5 м, пост. — 2,0 м                                           | -                                                                               |
| 3.  | Меморіальна дошка на честь військових частин, які визволяли Семенівку від німецько-фашистських загарбників                                             | смт Семенівка, центр                                            | 1943                       | 1967              | Полтавські художні майстерні      | граніт                             | 0,75×0,6 м                                                                | Рішення Семенівського райвиконкому                                              |
| 4.  | Пам'ятник трудової слави — трактор «Універсал» | смт Семенівка                                                   | -                          | 1968              | Місцеві майстри                   | пост. — залізобетон                | вис. трактора — 1,3 м, пост. — 2,3 м                                      | -                                                                               |
| 5.  | Могила радянського льотчика | смт Семенівка, територія цукрозаводу                            | 1943                       | 1943              | Місцеві майстри                   | обеліск — цегла оштук.             | вис. 1,2 м                                                                | -                                                                               |
| 6.  | Братська могила жертв фашизму | смт Семенівка, територія цукрозаводу                            | 1941–1943                  | 1943              | Місцеві майстри                   | обеліск — цегла оштук.             | вис. 2,0 м                                                                | -                                                                               |
| 7.  | Група могил (3) підпільників, розстріляних німецько-фашистськими загарбниками                                                                          | смт Семенівка, кладовище                                        | 1942                       | 1988              | Місцеві майстри                   | обеліск — мармурова крихта         | вис. 1,85 м                                                               | -                                                                               |
| 8.  | Могила І. А. Сухини, секретаря райкому комсомолу, розстріляного німецько-фашистськими загарбниками у 1942 р.                                           | смт Семенівка, кладовище                                        | 1942                       | 1953              | Місцеві майстри                   | обеліск — мармурова крихта         | вис. 1,7 м                                                                | -                                                                               |
| 9.  | Братська могила радянських воїнів, підпільників, пам'ятний знак полеглим воїнам-землякам                                                               | с. Біляки, меморіальний комплекс                                | 1943, 1941–1945            | 1957              | Харківський скульптурний комбінат | залізобетон, цегла оштук.          | вис. ск. — 2,5 м, пост. — 2,0 м                                           | -                                                                               |
| 10. | Братська могила радянських воїнів, пам'ятний знак полеглим воїнам-землякам                                                                             | с. Василівка, меморіальний комплекс                             | 1943, 1941–1945            | 1956              | Харківський скульптурний комбінат | залізобетон, цегла оштук.          | вис. ск. — 3,0 м, пост. — 1,5 м                                           | Рішення Семенівського райвиконкому № 6 від 15.02.1956 р.                        |
| 11. | Пам'ятний знак полеглим воїнам-землякам | с. Брусове, кладовище                                           | 1941–1945                  | 1958              | Місцеві майстри                   | стела — цегла оштук.               | вис. 2,5 м                                                                | -                                                                               |
| 12. | Пам'ятний знак полеглим воїнам-землякам | с. Чаплинці                                                     | 1941–1945                  | 1973              | Харківський скульптурний комбінат | залізобетон, цегла оштук.          | вис. ск. — 2,8 м, пост. — 2,0 м                                           | -                                                                               |
| 13. | Братська могила радянських воїнів, пам'ятний знак полеглим воїнам-землякам                                                                             | с. Веселий Поділ, кладовище, меморіальний комплекс              | 1943, 1941–1945            | 1967              | Харківський скульптурний комбінат | залізобетон, цегла оштук.          | вис. ск. — 2,3 м, пост. — 2,6 м                                           | Рішення Семенівського райвиконкому, 1967 р.                                     |
| 14. | Братська могила радянських воїнів, пам'ятний знак полеглим воїнам-землякам                                                                             | с. Вереміївка, меморіальний комплекс                            | 1943, 1941–1945            | 1957              | ск. О. Савельєв                   | залізобетон, цегла оштук.          | вис. ск. — 3,0 м, пост. — 4,0 м                                           | -                                                                               |
| 15. | Братська могила радянських воїнів, пам'ятний знак воїнам-землякам                                                                                      | с. Паніванівка, центр, меморіальний комплекс                    | 1943, 1941–1945            | 1966              | Харківський скульптурний комбінат | залізобетон, цегла оштук.          | вис. ск. — 2,8 м, пост. — 2,1 м                                           | -                                                                               |
| 16. | Братська могила радянських воїнів, жертв фашизму, пам'ятний знак полеглим воїнам-землякам                                                              | с. Горошине, меморіальний комплекс                              | 1943, 1941–1945            | 1959              | ск. Я. Рик, арх. Н. Клейн         | залізобетон, цегла оштук.          | вис. ск. — 2,7 м, пост. — 3,0 м                                           | -                                                                               |
| 17. | Меморіальна дошка в пам'ять про формування І. П. Котляревським 5-го козачого кінного полку                                                             | с. Горошине, центр                                              | 1812                       | 1965              | Місцеві майстри                   | мармур                             | 0,8×0,5 м                                                                 | Рішення Семенівського райвиконкому від 01.08.1965 р.                            |
| 18. | Дуб, під яким виступав перед козаками кінного полку І. П. Котляревський                                                                                | с. Горошине                                                     | 1812                       | -                 | -                                 | -                                  | -                                                                         | -                                                                               |
| 19. | Братська могила жертв фашизму | с. Горошине, південно-західна частина села, у полі, біля дороги | 1943                       | 1963              | Місцеві майстри                   | обеліск — цегла, кована мідь       | вис. 2,8 м                                                                | -                                                                               |
| 20. | Братська могила радянських воїнів, пам'ятний знак полеглим воїнам-землякам                                                                             | с. Старий Калкаїв, меморіальний комплекс                        | 1943, 1941–1945            | 1957              | Харківський скульптурний комбінат | залізобетон, цегла оштук.          | вис. ск. — 2,8 м, пост. — 2,0 м                                           | -                                                                               |
| 21. | Братська могила радянських воїнів, пам'ятний знак полеглим воїнам-землякам                                                                             | с. Жовтневе, меморіальний комплекс                              | 1941, 1943, 1941–1945      | 1956              | ск. Я. Рик, арх. Н. Клейн         | залізобетон, цегла оштук.          | вис. ск. — 2,5 м, пост. — 2,1 м                                           | -                                                                               |
| 22. | Братська могила радянських воїнів, пам'ятний знак полеглим воїнам-землякам                                                                             | с. Богданівка, меморіальний комплекс                            | 1943, 1941–1945            | 1956              | Харківський скульптурний комбінат | залізобетон, цегла оштук.          | вис. ск. — 2,5 м, пост. — 2,1 м                                           | -                                                                               |
| 23. | Братська могила радянських воїнів, пам'ятний знак полеглим воїнам-землякам                                                                             | с. Заїчинці, меморіальний комплекс                              | 1943, 1941–1945            | 1956              | ск. О. Савельєв                   | залізобетон, цегла оштук.          | вис. ск. — 3,0 м, пост. — 2,5 м                                           | -                                                                               |
| 24. | Братська могила радянських воїнів | с. Бакумівка                                                    | 1943                       | 1965              | ск. О. Савельєв                   | залізобетон, цегла оштук.          | вис. ск. — 3,0 м, пост. — 2,5 м                                           | -                                                                               |
| 25. | Братська могила радянських воїнів, пам'ятний знак полеглим воїнам-землякам                                                                             | с. Іванівка, меморіальний комплекс                              | 1943, 1941–1945            | 1958              | ск. О. Щербина                    | залізобетон, цегла оштук.          | вис. ск. — 2,5 м, пост. — 2,1 м                                           | -                                                                               |
| 26. | Пам'ятний знак полеглим воїнам-землякам | с. Крива Руда                                                   | 1920, 1941–1945            | 1970              | Київський скульптурний комбінат   | залізобетон                        | вис. ск. — 3,0 м, пост. — 0,5 м                                           | -                                                                               |
| 27. | Комплекс пам'ятників: жертвам фашизму, монумент спаленому селу; пам'ятні знаки полеглим воїнам-землякам                                                | с. Великі Липняги, центр, меморіальний комплекс                 | 1943, 1941–1945            | 1977              | ск. В. Савченко                   | граніт                             | вис. ск. — 5,5 м, пост. — 2,1 м, дві стели — 2,5 м, 14 дощок — 1,3×0,75 м | Постанова бюро Полтавського обкому партії і облвиконкому № 20 від 14.03.1975 р. |
| 28. | Група братських могил жертв фашизму | с. Великі Липняги, кладовище                                    | 1943                       | 1957              | Харківський скульптурний комбінат | залізобетон, цегла оштук.          | вис. ск. — 3,0 м, пост. — 1,8 м                                           | -                                                                               |
| 29. | Братська могила радянських воїнів | с. Великі Липняги, кладовище                                    | 1943                       | 1967              | Місцеві майстри                   | чавун                              | 1,3×0,85 м                                                                | -                                                                               |
| 30. | Могила Героя Соціалістичної Праці П. Ю. Черненка | с. Великі Липняги, кладовище                                    | 1905–1975                  | 1975              | Місцеві майстри                   | обеліск — граніт                   | вис. 1,4 м                                                                | -                                                                               |
| 31. | Братська могила радянських воїнів, жертв фашизму, пам'ятний знак полеглим воїнам-землякам                                                              | с. Малі Липняги, центр, меморіальний комплекс                   | 1943, 1941–1945            | 1957              | Харківський скульптурний комбінат | залізобетон, цегла оштук.          | вис. ск. — 2,1 м, пост. — 2,6 м                                           | -                                                                               |
| 32. | Братська могила радянських воїнів, пам'ятний знак полеглим воїнам-землякам                                                                             | с. Наріжжя, центр, меморіальний комплекс                        | 1943, 1941–1945            | 1956              | ск. О. Щербина                    | залізобетон, цегла оштук.          | вис. ск. — 2,5 м, пост. — 3,0 м                                           | -                                                                               |
| 33. | Братська могила радянських воїнів, пам'ятний знак полеглим воїнам-землякам                                                                             | с. Матвіївка, парк, меморіальний комплекс                       | 1943, 1941–1945            | 1959              | ск. О. Щербина                    | залізобетон, цегла оштук.          | вис. ск. — 3,0 м, пост. — 2,7 м                                           | -                                                                               |
| 34. | Братська могила радянських воїнів | с. Новий Калкаїв                                                | 1943                       | 1958              | ск. Я. Рик, арх. Н. Клейн         | залізобетон, цегла оштук.          | вис. ск. — 3,0 м, пост. — 1,8 м                                           | -                                                                               |
| 35. | Братська могила радянських воїнів, пам'ятний знак полеглим воїнам-землякам                                                                             | с. Оболонь, центр, меморіальний комплекс                        | 1943, 1941–1945            | 1955              | Харківський скульптурний комбінат | залізобетон, цегла оштук.          | вис. ск. — 2,5 м, пост. — 2,8 м                                           | -                                                                               |
| 36. | Пам'ятний знак полеглим воїнам-землякам | с. Зікранці                                                     | 1941–1945                  | 1965              | Харківський скульптурний комбінат | залізобетон, цегла                 | вис. ск. — 2,8 м, пост. — 1,5 м                                           | -                                                                               |
| 37. | Братська могила радянських воїнів, серед яких — Герой Радянського Союзу М. К. Звєрєв, жертв фашизму, пам'ятний знак полеглим воїнам-землякам           | с. Калинівка                                                    | 1943, 1907–1943,1941-1945  | 1957, 1983 — рек. | Харківський скульптурний комбінат | залізобетон, цегла оштук.          | вис. ск. — 3,0 м, пост. — 4,0 м                                           | -                                                                               |
| 38. | Братська могила радянських воїнів, пам'ятний знак полеглим воїнам-землякам                                                                             | с. Тукали, кладовище, меморіальний комплекс                     | 1943, 1941–1945            | 1965              | Харківський скульптурний комбінат | залізобетон, цегла                 | вис. ск. — 3,0 м, пост. — 2,1 м                                           | -                                                                               |
| 39. | Братська могила радянських воїнів, жертв фашизму, пам'ятний знак полеглим воїнам-землякам                                                              | с. Очеретувате, меморіальний комплекс                           | 1943, 1941–1945            | 1955              | Київська скульптурна майстерня    | залізобетон, цегла оштук.          | вис. ск. — 4,0 м, пост. — 2,0 м                                           | -                                                                               |
| 40. | Братська могила радянських воїнів, пам'ятний знак полеглим воїнам-землякам                                                                             | с. Погребняки, центр, меморіальний комплекс                     | 1943, 1941–1945            | 1969              | ск. А. Суботін                    | залізобетон, граніт                | вис. ск. — 3,0 м, пост. — 1,6 м                                           | -                                                                               |
| 41. | Могила радянського воїна, пам'ятний знак на місті будинку, де жив юний партизан, земляк В. Гладкий, який загинув за Батьківщину у Молдавії у 1944 році | с. Погребняки, центр                                            | 1924–1944                  | 1975              | Місцеві майстри                   | обеліск — мармурова крихта         | вис. 1,2 м                                                                | -                                                                               |
| 42. | Могила комісара продзагону Т. А. Овчаренка, замученого бандами Махна у 1921 році                                                                       | с. Погребняки, кладовище                                        | 1891–1921                  | 1983              | Місцеві майстри                   | обеліск — мармурова крихта         | вис. 2,0 м                                                                | -                                                                               |
| 43. | Братська могила радянських воїнів, пам'ятний знак полеглим воїнам-землякам                                                                             | с. Дем'янівка, меморіальний комплекс                            | 1943, 1941–1945            | 1978              | ск. А. Суботін, арх. Кауц         | залізобетон, цегла                 | вис. ск. — 2,7 м, пост. — 1,5 м                                           | Постанова бюро Полтавського обкому партії і облвиконкому № 73 від 8.07.1976 р.  |
| 44. | Братська могила радянських воїнів, пам'ятний знак полеглим воїнам-землякам                                                                             | с. Мирони, меморіальний комплекс                                | 1943, 1941–1945            | 1954              | Харківський скульптурний комбінат | залізобетон, цегла оштук.          | вис. ск. — 2,8 м, пост. — 3,0 м                                           | -                                                                               |
| 45. | Пам'ятний знак полеглим воїнам-землякам | с. Пузирі                                                       | 1941–1945                  | 1973              | Харківський скульптурний комбінат | залізобетон, цегла оштук.          | вис. ск. — 2,5 м, пост. — 1,2 м                                           | -                                                                               |
| 46. | Братська могила радянських воїнів, пам'ятний знак полеглим воїнам-землякам                                                                             | с. Бурбине, меморіальний комплекс                               | 1943, 1941–1945            | 1957              | ск. Я. Рик, арх. Н. Клейн         | залізобетон, цегла                 | вис. ск. — 2,5 м, пост. — 1,7 м                                           | -                                                                               |
| 47. | Братська могила радянських воїнів, пам'ятний знак полеглим воїнам-землякам                                                                             | с. Лукашівка, меморіальний комплекс                             | 1943, 1941–1945            | 1954              | ск. Я. Рик, арх. Н. Клейн         | залізобетон, цегла оштук.          | вис. ск. — 2,3 м, пост. — 2,0 м                                           | -                                                                               |
| 48. | Братська могила радянських воїнів, пам'ятний знак полеглим воїнам-землякам                                                                             | с. Строкачі, меморіальний комплекс                              | 1943, 1941–1945            | 1954              | ск. О. Щербина                    | залізобетон, цегла оштук.          | вис. ск. — 3,0 м, пост. — 2,5 м                                           | -                                                                               |
| 49. | Братська могила радянських воїнів, пам'ятний знак полеглим воїнам-землякам                                                                             | с. Степанівка, меморіальний комплекс                            | 1943, 1918, 1941–1945      | 1966              | ск. О. Савельєв                   | залізобетон, цегла облиць. плиткою | вис. ск. — 2,8 м, пост. — 2,0 м                                           | -                                                                               |
| 50. | Братська могила радянських воїнів, жертв фвашизму, пам'ятний знак полеглим воїнам-землякам                                                             | с. Товсте, меморіальний комплекс                                | 1943, 1941–1945            | 1956              | Харківський скульптурний комбінат | залізобетон, цегла оштук.          | вис. ск. — 2,8 м, пост. — 2,8 м                                           | -                                                                               |
| 51. | Братська могила радянських воїнів, пам'ятний знак полеглим воїнам-землякам                                                                             | с. Греблі, меморіальний комплекс                                | 1943, 1941–1945            | 1963              | Харківський скульптурний комбінат | залізобетон, цегла оштук.          | вис. ск. — 2,8 м, пост. — 1,6 м                                           | -                                                                               |
| 52. | Братська могила радянських воїнів, пам'ятний знак полеглим воїнам-землякам                                                                             | с. Новоселиця, меморіальний комплекс                            | 1943, 1941–1945            | 1958              | ск. О. Супрун, А. Білостоцький    | залізобетон, цегла оштук.          | вис. ск. — 2,5 м, пост. — 2,5 м                                           | -                                                                               |
| 53. | Братська могила радянських воїнів | с. Устимівка                                                    | 1943                       | 1957              | ск. О. Савельєв                   | залізобетон, цегла оштук.          | вис. ск. — 2,5 м, пост. — 2,9 м                                           | -                                                                               |
| 54. | Могила Героя Соціалістичної Праці М. Ф. Кузьменко | с. Устимівка, кладовище                                         | 1895–1972                  | 1972              | Місцеві майстри                   | обеліск — граніт                   | вис. 1,3 м                                                                | -                                                                               |
| 55. | Братська могила радянських воїнів, пам'ятний знак полеглим воїнам-землякам                                                                             | с. Вербки, меморіальний комплекс                                | 1943, 1941–1945            | 1963              | Харківський скульптурний комбінат | залізобетон, цегла оштук.          | вис. ск. — 2,8 м, пост. — 2,0 м                                           | -                                                                               |
| 56. | Братська могила радянських воїнів | с. Герасимівка                                                  | 1941                       | 1957              | Харківський скульптурний комбінат | залізобетон, цегла оштук.          | вис. ск. — 2,5 м, пост. — 2,1 м                                           | -                                                                               |
| 57. | Братська могила радянських воїнів, пам'ятний знак полеглим воїнам-землякам                                                                             | с. Худоліївка, меморіальний комплекс                            | 1943, 1941–1945            | 1965              | Харківський скульптурний комбінат | залізобетон, цегла оштук.          | вис. ск. — 2,7 м, пост. — 2,3 м                                           | -                                                                               |